# Kimmo Kiljunen
Kimmo Kiljunen (ur. 13 czerwca 1951 w Ruokolahti) – fiński polityk, politolog i nauczyciel akademicki, deputowany do Eduskunty.

## Życiorys
Absolwent politologii na Uniwersytecie Helsińskim (1973). W 1979 uzyskał magisterium, a w 1985 doktorat na University of Sussex. Pracował m.in. w Akademii Finlandii, później zatrudniony na Uniwersytecie Helsińskim, gdzie w latach 1986–1995 kierował instytutem zajmującym się krajami rozwijającymi się. Pracował również jako konsultant przy prowadzonych przez ONZ programach w ramach UNDP i UNICEF-u.
Zaangażował się w działalność polityczną w ramach Socjaldemokratycznej Partii Finlandii. Od 1985 wybierany do rady miejskiej w Vantaa, w 2005 objął funkcję jej przewodniczącego. Od 1995 do 2011 z ramienia socjaldemokratów przez cztery kadencje był posłem do Eduskunty. Reprezentował krajowy parlament w Konwencie Europejskim oraz w Zgromadzeniu Parlamentarnym OBWE. W 2019 i 2023 ponownie był wybierany do fińskiego parlamentu.